# Ainsliaea
Ainsliaea é um género botânico pertencente à família Asteraceae.